# Lemat Lallementa
Lemat Lallementa – twierdzenie teorii półgrup dotyczące możliwości podnoszenia elementów idempotentnych z półgrup ilorazowych danej półgrupy regularnej do wyjściowej półgrupy, opublikowane przez Gérarda Lallementa w 1966 roku.

## Lemat Lallementa
Niech {\displaystyle \rho } będzie kongruencją na półgrupie regularnej {\displaystyle S.} Niech {\displaystyle x\rho } oznacza klasę abstrakcji elementu {\displaystyle x} względem relacji {\displaystyle \rho .} Jeżeli {\displaystyle a\rho } jest elementem idempotentnym w półgrupie ilorazowej {\displaystyle S/\rho ,} to istnieje taki element idempotentny {\displaystyle e} w {\displaystyle S,} że {\displaystyle a\rho =e\rho .} Ponadto, można {\displaystyle e} wybrać tak, by {\displaystyle \mathrm {R} _{e}\leqslant \mathrm {R} _{a}} oraz {\displaystyle \mathrm {L} _{e}\leqslant \mathrm {L} _{a}.}
Twierdzenie odwrotne do lematu Lallementa jest fałszywe. Istnieje wiele półgrup, które nie są regularne, ale spełniają tezę lematu Lallementa. W szczególności, spełnia ją każda półgrupa skończona.

## Uogólnienie
Lemat Lallementa wynika wprost z następującego ogólniejszego stwierdzenia, w którym kongruencję {\displaystyle \rho } zastępuje się przez równoważny jej homomorfizm.
Niech {\displaystyle \rho \colon S\to T} będzie homomorfizmem półgrup oraz niech {\displaystyle a\in S} będzie takim elementem, że {\displaystyle \rho (a)} jest elementem idempotentnym w {\displaystyle T.} Jeżeli {\displaystyle a^{2}} ma uogólnioną odwrotność {\displaystyle x\in S,} to element {\displaystyle axa\in S} jest idempotentny oraz {\displaystyle \rho (axa)=\rho (a).}

### Dowód
Ponieważ {\displaystyle x} jest odwrotnością {\displaystyle a^{2},} to (a) {\displaystyle aaxaa=aa} oraz (b) {\displaystyle xaax=x.} Oznacza to, na mocy (b), że
{\displaystyle (axa)(axa)=axaaxa=a(xaax)a=axa,}
tj. {\displaystyle axa} jest elementem idempotentnym. Ponieważ {\displaystyle \rho (a)} też jest elementem idempotentnym, zachodzi
{\displaystyle \rho (aa)=\rho (a)\rho (a)=\rho (a).}
Ostatecznie, z powyższego i (a),
{\displaystyle \rho (axa)=\rho (a)\rho (x)\rho (a)=\rho (aa)\rho (x)\rho (aa)=\rho (aaxaa)=\rho (aa)=\rho (a).}